# SV Straelen
SV Straelen is een Duitse voetbalclub uit Straelen in de Kreis Kleve vlak bij de Nederlandse grens bij Venlo.
In 2006 werd de club kampioen van de Verbandsliga Niederrhein en promoveerde naar de Oberliga Nordrhein. Na twee seizoenen degradeerde de club. Door de invoering van de 3. Bundesliga degradeerde de club in feite twee klassen in één seizoen. In 2017 promoveerde de club weer. In 2018 volgde een tweede promotie op rij maar na 1 seizoen degradeerde de club waardoor de club met ingang van het seizoen 2019/20 weer speelt in de Oberliga. Eind februari 2024 ging de club failliet en trok zich terug uit de Oberliga Niederrhein.
Een ander succes was de plaatsing voor het hoofdtoernooi van de DFB Pokal in het seizoen 1998/99. Bekende spelers zijn Jos Luhukay (ook als trainer actief), John van Loenhout, Peter Közle, Sander Lenders, Gary Roumimper, Dave Joosten, Rocky Siberie, Ferry de Regt en Souhail Belkassem.
SV Straelen is ook actief in andere sporten, waaronder atletiek, badminton, boogschieten, handbal, jiujitsu, karate, mountainbiken, triatlon, turnen, volleybal en zwemmen.

## Bekende (oud-)spelers
- Tom van Bergen
- Lugman Bezzat
- Ferry de Regt
- Jos Luhukay
- John van Loenhout
- Maurice Rayer